# Takanyi Garanganga
Takanyi Garanganga (Harare, 6 settembre 1990) è un tennista zimbabwese inattivo dal 2021.

## Biografia
Nato da una poverissima famiglia di Harare, ha impugnato la prima racchetta a 8 anni. A livello juniores è stato il miglior tennista africano nell'anno 2004; da allora si allena negli Stati Uniti, ad Atlanta, seguito dal coach Brian de Villiers. Professionista dal 2008, nel 2014 si è issato alla posizione 288 del ranking ATP. Ha rappresentato regolarmente lo Zimbabwe in Coppa Davis. Nel 2011 si è aggiudicato la medaglia d'oro ai X Giochi panafricani.